# 吴祖诂
吴祖诂，（1949年12月23日—），男，汉族，中共党员，筠连县巡司镇盐井村四组人。

## 生平
1970年应征入伍并担任班长，1971年5月4日加入中国共产党。在部队期间表现优秀，多次受到表彰。1976年退伍回乡务农，因表现突出多次被评为“优秀共产党员”。

## 事迹
2016年6月28日下午5时30分左右，筠连县巡司镇庆高村四组胡言均之子胡仕涛(留守儿童，父母外出务工,跟爷爷奶奶一起生活，胡仕涛就读巡司镇中心小学五年级一班,居住巡司镇黄荆村四组)在黄荆村温泉井大众浴池洗澡的时候，不慎掉入洪水中，随后听到有人叫“救命”，在大家慌乱的时候，吴祖诂急速向呼救的方向跑去，可由于洪水太大，小孩已被洪水冲走。小孩命悬一线，吴祖诂在岸边奔跑一百多米，跳到离落水小孩最近的位置，毅然跳入湍急浑浊的洪水中将小孩救起。当时，救起的小孩已经没有呼吸，但吴祖诂并没有放弃，他利用自己多年的生活经验，将小孩头朝下，倒背在背上疾走，在黄荆村七组跌打损伤按摩老师刘守均的帮助下，又对落水小孩做人工呼吸，小孩慢慢有生命迹象，随后群众拨打120将小孩送往宜宾市第二民医院救治。经过抢救治疗小孩恢复健康，于7月4日出院。

## 荣誉
2017年6月，吴祖诂因见义勇为先进事迹被筠连县人民政府授予“见义勇为荣誉公民”光荣称号。
2018年，吴祖诂被中央文明办评为“中国好人”。省文明办评为“四川好人”、被市文明办评 “宜宾好人”。